# Eupsophus migueli
Espèce
Statut de conservation UICN

 EN B1ab(iii) : En danger
Eupsophus migueli est une espèce d'amphibiens de la famille des Alsodidae.

## Répartition
Cette espèce est endémique de Mehuín dans la province de Valdivia au Chili. Elle se rencontre entre 50 et 80 m d'altitude.

## Publication originale
- Formas, 1978 : A new species of Leptodactylid frog (Eupsophus) from the coastal range in southern Chile. Studies on Neotropical Fauna and Environment, vol. 13, no 1, p. 1–9.